# Yuncos
Yuncos – gmina w Hiszpanii, w prowincji Toledo, w Kastylii-La Mancha, o powierzchni 15,1 km². W 2011 roku gmina liczyła 10 587 mieszkańców.